# Credo (Penderecki)

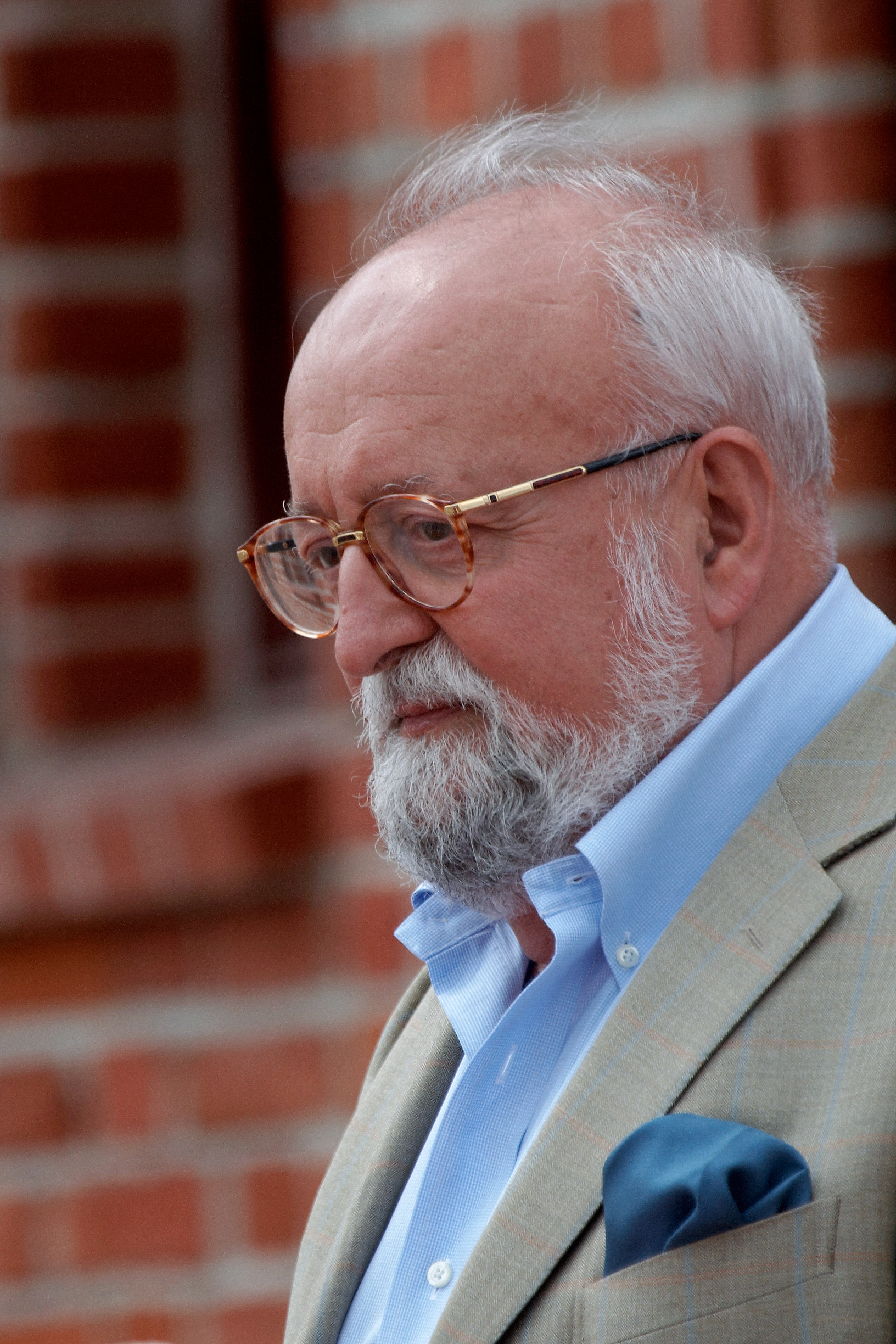
Krzysztof Penderecki.

Pour les articles homonymes, voir Credo.
Credo est une œuvre pour voix, chœur mixte et orchestre composée entre 1997 et 1998 par Krzysztof Penderecki. 

## Description
Il se compose de six parties et son exécution demande un peu moins d'une heure.
- Credo
- Qui propter nos homines
- Et incarnatus est
- Crucifixus
- Et resurrexit - VI Et in Spiritum Sanctum
- Et vitam venturi saeculi

La partition est dédiée à Helmuth Rilling qui le crée le 11 juillet 1998 avec l'Oregon Bach Festival Chorus and Orchestra.
Penderecki mêle au texte latin original des passages en polonais (dans le  Crucifixus ainsi que d'autres textes de la liturgie romaine. L'œuvre témoigne d'un retour vers une forme plus classique avec moins de dissonances.